# 麥肯泰爾 (阿拉巴馬州)
麥肯泰爾（英語：McEntyre）是一個位於美國阿拉巴馬州克拉克縣的非建制地區。該地的面積和人口皆未知。

## 地理
麥肯泰爾的座標為31°48′31″N 87°57′56″W / 31.80861°N 87.96555°W，而該地最高點為海拔高度72米（即236英尺）。